# Germán Picó Cañas
Germán Picó Cañas (Santiago, 25 de mayo de 1905-Santiago, 12 de julio de 1988) fue un abogado, empresario y político chileno. Fue miembro del Partido Radical (PR) hasta 1969, y entre los cargos que ocupó destaca el de ministro de Hacienda, bajo la presidencia de Gabriel González Videla. También fue el fundador de la empresa periodística Copesa.

## Biografía
Estudió en el Instituto Nacional de Santiago y luego se tituló de abogado en la Universidad de Chile (1931).
Se casó con Concepción Domínguez, con quien tuvo tres hijos, uno de ellos el piloto Germán Picó Domínguez.
Falleció en Santiago de Chile el 12 de julio de 1988.

## Carrera política
Ingresó en el Partido Radical y, durante el Gobierno de Gabriel González Videla fue ministro de Hacienda en dos oportunidades (medio año en 1947 y en 1951-1952). Fue asimismo vicepresidente ejecutivo de la Corporación de Fomento de la Producción, Corfo, entre 1942 y 1946.
El 29 de junio de 1969 fue expulsado del Partido Radical junto a otros militantes, con quienes formó el partido Democracia Radical en noviembre del mismo año. Dicho partido apoyó la candidatura de Jorge Alessandri en las elecciones presidenciales de 1970. Posteriormente, en 1985, se convirtió, con Sergio Onofre Jarpa, en uno de los fundadores del Frente Nacional del Trabajo y dos años después estuvo entre los fundadores de Renovación Nacional, partido del cual fue miembro de su Comisión Política.

## Carrera empresarial
Entre sus dos ministerios, en 1949, a instancias de González Videla, adquiere, junto con Raúl Jaras Barros, los derechos sobre el paquete de acciones de La Hora, periódico, que de hecho, era del Partido Radical, pero que estaba prácticamente en quiebra. Los esfuerzos por sanear el diario fracasaron —«a pesar de las medidas tomadas era mayor el número de ejemplares obsequiados que los efectivamente vendidos»—, por lo que Picó y Jaras decidieron sacar un periódico vespertino, La Tercera de la Hora, que aparece el 7 de julio de 1950.
Con La Tercera se dio origen a la empresa Consorcio Periodístico de Chile (Copesa), de la cual era dueño de un 40% de las acciones, compartiendo la propiedad con su hermano Agustín (20%) y Raúl Jaras (40%), quien en 1982 vendió su parte a los hermanos Cañas.
En 1954 fue elegido presidente de la Asociación Nacional de la Prensa, cargo que ocupó hasta 1975. Como empresario, encabezó también la Asociación de Industriales Metalúrgicos y Metalmecánicos (Asimet). A fines de los años 1970 era propietario del 15% de las acciones del Banco de Constitución.